# Monumento a Giuseppe Mazzini (Roma)
Il monumento a Giuseppe Mazzini è un'opera commemorativa eretta in onore di Giuseppe Mazzini a Roma, sulle pendici dell'Aventino rivolte verso il Circo Massimo.

## Storia
L'ara che introduce al monumento vero e proprio e il tempietto che avrebbe dovuto concluderlo, poi soppresso dall'autore stesso, suggerirono al critico De Benedetti quell'aura di sacralità per cui «l'artista ha visto ancora in Giuseppe Mazzini, quale sempre l'aveva ritenuto nel suo intimo profondo animo, il Nume tutelare della Patria e dell'umanità e meno in lui l'uomo d'azione che l'idea, causa viva e prima dell'universale azione e con l'idea la fede ... Perciò egli ha immaginato il Mazzini seduto che pensa e che pensando crea, nell'atteggiamento calmo e sereno di un semidio».

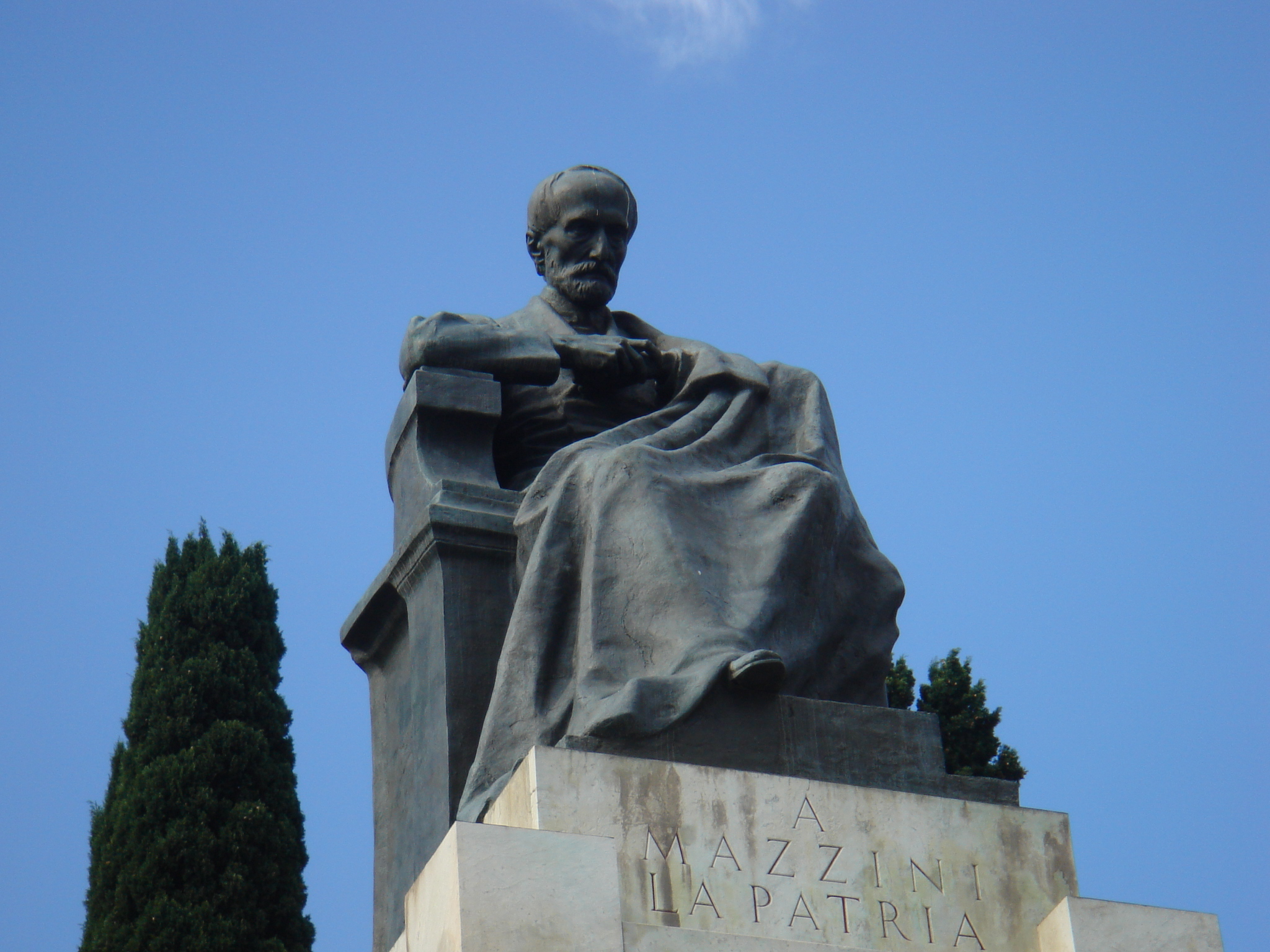
La statua in bronzo di Giuseppe Mazzini (alta 5 m) che corona il monumento.

L'iniziativa di erigere in Roma un monumento commemorativo a Giuseppe Mazzini ebbe un iter piuttosto travagliato: nonostante il personaggio fosse riconosciuto da tutti come uno dei maggiori protagonisti del Risorgimento italiano, sotto la monarchia sabauda la sua immagine era offuscata dalla sua inequivocabile connotazione repubblicana, confermando il noto paradosso che ha visto in lui "Mazzini nemico e padre della patria" allo stesso tempo.
La proposta di "erezione in Roma del monumento a Giuseppe Mazzini" fu presentata alla Camera dei deputati una prima volta nel 1887, ben quindici anni dopo la morte, e di nuovo nel 1890, su iniziativa del Presidente del Consiglio Francesco Crispi, che in tal modo voleva celebrare in Mazzini l'aspetto del propugnatore dell'unità nazionale. Dopo altri dodici anni, nel 1902, l'incarico della sua realizzazione venne affidato allo scultore Ettore Ferrari (massone, già deputato), che pochi anni prima aveva realizzato anche il monumento a Giordano Bruno in Campo de' Fiori. Nel 1905 Ferrari presentò un bozzetto di intonazione eroica e romantica; nel 1911 corresse il progetto eliminando il tempietto dorico che avrebbe dovuto ospitare la scultura in cima al monumento. 
Nel 1914 il progetto così emendato venne approvato e se ne decise la collocazione alle pendici dell'Aventino. Nel 1922, infine, fu posta la prima pietra, ma i lavori subirono continui rallentamenti per la netta avversione del fascismo alla massoneria, rappresentata non solo da Ferrari ma anche da Mazzini stesso. Alla morte dello scultore nel 1929, comunque, statue e gruppi erano già stati tutti terminati: quelli in marmo giacevano nel giardino di casa sua, mentre il Mazzini fuso in bronzo era depositato nella fonderia Laganà di Napoli.
Nel 1934 fu aperta la nuova via del Circo Massimo con il piazzale Romolo e Remo (oggi piazzale Ugo La Malfa) in cui venne realizzata l'ampia esedra con sedile in travertino intorno al futuro monumento. I lavori ripresero solo nel 1948, dopo la seconda guerra mondiale e in epoca repubblicana, seguendo il progetto originario, sotto la guida del figlio del progettista, Gian Giacomo Ferrari, e dello scultore Ettore Guastalla. Alcune delle sculture ritenute più fortemente anticlericali furono eliminate in seguito a proteste del Vaticano.
L'inaugurazione si tenne il 2 giugno del 1949, nel centenario della Repubblica romana del 1849 e a più di sessant'anni dalla proposta iniziale. Per l'occasione fu emesso un francobollo che raffigurava la statua di Mazzini in bronzo.

## Descrizione

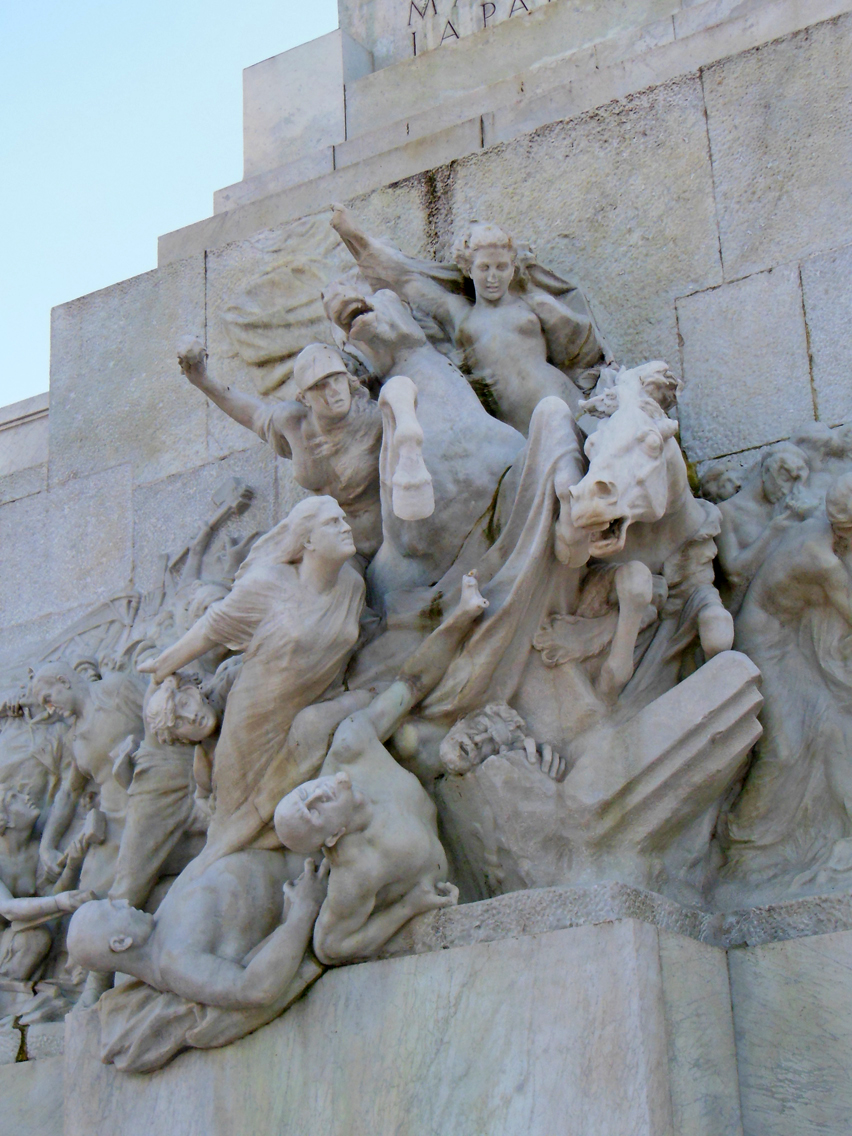
L'altorilievo della "Rivoluzione trionfante" che orna il lato frontale del basamento.

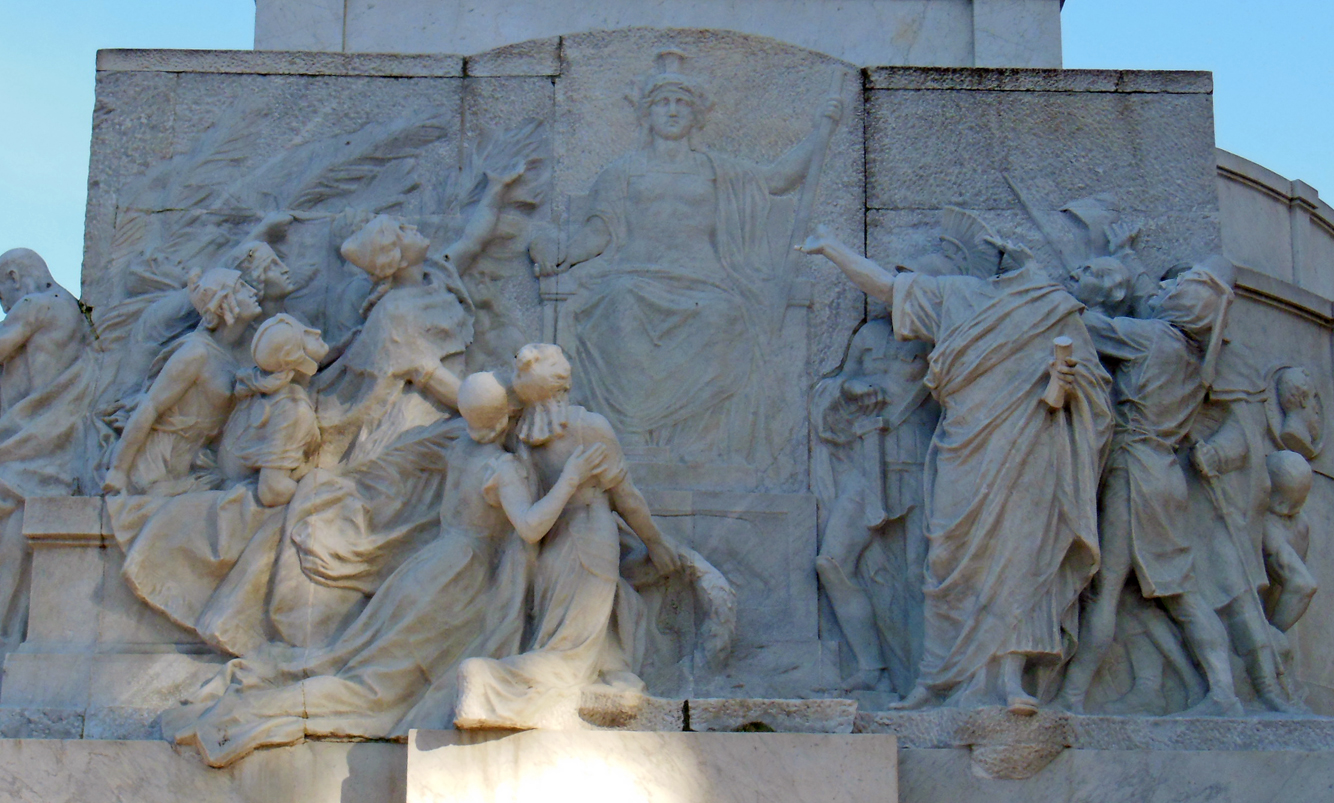
Scultura privata della testa sul lato destro dell'altorilievo.

Il monumento si presenta con un alto basamento quadrangolare, con un elemento semicircolare sul retro. È decorato su tre lati con un fregio continuo ad altorilievo (per una lunghezza complessiva di 27 m) che propone allegoricamente le idee mazziniane di aspirazione alla libertà (la Giovine Italia), di lotta trionfante sul dispotismo e l'oppressione, nonché la ricomposizione delle spoglie dei martiri, caduti per l'ideale libertario. Il tamburo posteriore presenta invece una serie di medaglioni raffiguranti alcuni protagonisti mazziniani e massonici dell'indipendenza italiana, come Carlo Pisacane, Goffredo Mameli, Federico Campanella, Aurelio Saffi, Maurizio Quadrio, Alberto Mario e la moglie Jessie White, Rosolino Pilo e Adriano Lemmi. 
Il basamento è preceduto da una breve gradinata che conduce a una piccola ara mentre, in cima al blocco marmoreo, si staglia la scultura in bronzo di un Giuseppe Mazzini seduto in atteggiamento pensoso.
Nonostante il radicale intervento di restauro del 1999-2000 per porre rimedio ai danni causati sia dagli agenti atmosferici sia dagli atti vandalici, l'altorilievo marmoreo del monumento a Mazzini è stato in seguito deturpato in altre parti, con alcune figure prive di dita, mani e talora persino della testa.

## Curiosità
Nel film I nuovi mostri, nell'episodio Pronto Soccorso, Alberto Sordi interpreta un aristocratico della nobiltà nera romana che confonde la statua di Giuseppe Mazzini con Benito Mussolini.